# 刘需
刘需，辽朝官员。
辽朝在燕京兴起了一个叫做弥勒邑社的佛教邑社，立碑记之。清宁七年（1061年）买徐员外地，建为归义寺。寺主为懴悔师守司徒纯慧大师赐紫沙门守臻、本行僧录检校司空精修大师赐紫沙门智清，弥勒邑社邑众有开府仪同三司守太尉兼中书令豳国公刘二玄、开府仪同三司兼侍中开国公赵徽、建雄军节度使开国公刘需、谏议马子诠、尚书张挺、中舍李思缺、秘书省校书郎刘文、左班殿直韩允、右班殿直王规、燕辽国妃刘萧氏、辽国夫人郑杜氏。咸雍元年（1065年）立碑纪念。